# Khendjer User-ka-re
Khendjer je bio egipatski faraon (prijestolnog imena: Userkare) iz 13. dinastije. O tom faraonu, kao i svim faraonima iz dinastije, relativno se malo zna. Vladao je pet godina, s početkom oko 1718. pr. Kr.
Ime Khendjer je rijetko. Khendjer je protumačen kao lokalna inačica semitskog imena hnzr odnosno h(n)zr, [za] 'vepar'" prema danskom egiptologu Kimu Ryholtu.
Najkasniji datum njegove vladavine je 15. dan četvrtog mjeseci sezone Akheta (poplave), u njegovoj petoj godini vladavine. 
Khendjer je najpoznatiji po Khendjerovoj piramidi koju je iskopao G. Jequier u Saqqari. Također je poznat po nekoliko natpisa s njegovim imenom. To uključuje kanopu pronađenu u Saqqari, na kojoj je djelomično ispisano ime njegove supruge, Seneb ... (K.S.B. Ryholt tvrdi da se zvala "Sonbhenas"). Stela iz Abydosa spominje kako je kralj sagradio Ozirisov hram u Abydosu te kao njegovog vezira spominje Ankhua. Stela u Liverpoolu (uništena u drugom svjetskom ratu), spominje ime kraljevog sina Khedjera, za kojega neki vjeruju da je Khendjerov sin.